# Catedral del Salvador (Santo Domingo de la Calzada)
La catedral del Salvador de Santo Domingo de la Calzada está situada en el municipio de Santo Domingo de la Calzada, en la comunidad autónoma de La Rioja (España). Es considerada como un Bien de Interés Cultural y se declaró Monumento histórico-artístico perteneciente al Tesoro Artístico Nacional mediante decreto de 3 de junio de 1931. Esta catedral es la única del mundo con animales viviendo dentro de ella por permiso de bula papal de Clemente VI, datada del 6 de octubre de 1350. Alberga un gallinero con un gallo y una gallina en memoria del milagro de la localidad, «donde cantó la gallina después de asada».

## Historia
La primitiva iglesia románica se construyó bajo la advocación del Salvador y Santa María. En 1098 Alfonso VI realizó la donación de un terreno para su construcción.
Se consagró en 1106 por el obispo Don Pedro Nazar. Se convirtió en colegiata hacia 1158 y en catedral después de 1232; desde entonces es sede del obispo de Calahorra-La Calzada.
La construcción de la iglesia actual comenzó en 1158, conservando gran parte de la antigua. Dirigió estos trabajos el maestro Garçion. En el siglo XVI, la parte derecha del transepto se elevó para construir la tumba de Santo Domingo.
Está construida como una iglesia de peregrinaje, ya que se encuentra en el camino francés a Santiago de Compostela, con un característico deambulatorio, tras el altar mayor, que permite la circulación dentro de la catedral.

## Planta
El edificio presenta planta de cruz latina dividida en tres amplias naves que presentan capillas adosadas. Después de un crucero, que se encuentra marcado en planta y alzado, dan en una capilla mayor que dispone, como es propio en los templos de peregrinación, de una girola o deambulatorio rodeada, al tiempo, por diferentes capillas radiales y la destacada absdiola central. El claustro se abre al lado septentrional, donde se anexiona al resto del templo.
|  | Leyenda de la imagen 1. Pórtico Sur o de Santo Domingo; entrada al templo 2. Cripta de Santo Domingo de la Calzada y Gallinero 3. Capilla de Santiago 4. Capilla de S. Andrés 5. Capilla de San Pedro 6. Capilla de S. Bartolomé 7. Altar Mayor y Deambulatorio 8. Capilla de Retablo Mayor 9. Crucero 10. Capilla de la Inmaculada 11. Capilla de Hermosilla. Tabla de los Milagros 12. Capilla de S. Juan Bautista (o de Sta. Teresa) 13. Baptisterio y Capilla de los Mártires 14. Acceso a las defensas 15. Capilla de la Magdalena 16. Trascoro 17. Capilla de la Dolorosa 18. Coro 19. Claustro 20. Pórtico Oeste. Puerta de Cristo 21. Torre 22. Marcas de cantería |

### Marcas de cantería
Se han identificado un total de 33 marcas de 34 tipos diferentes situadas en el interior y exterior del templo.

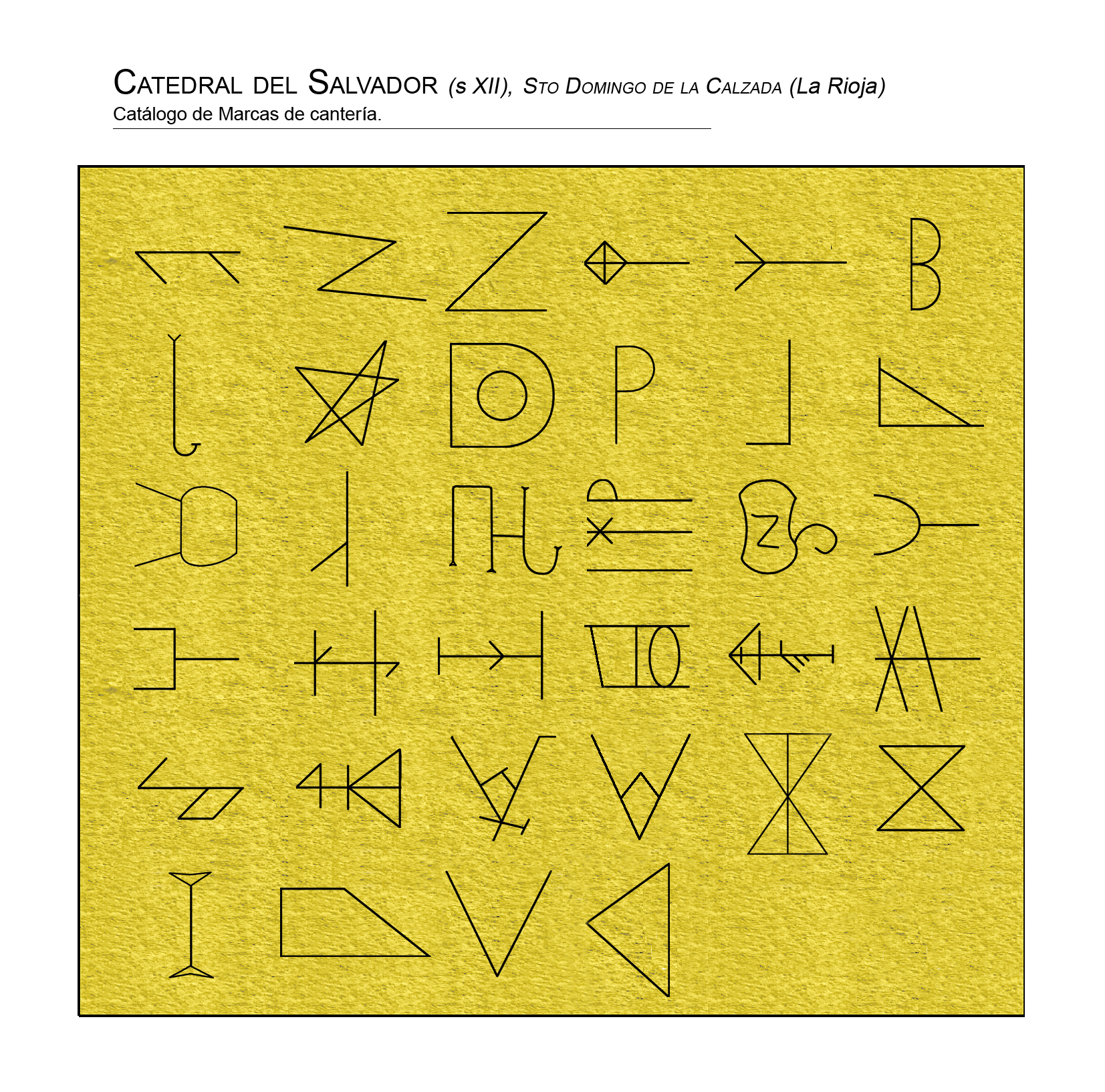
Catálogo de marcas de cantería en la Catedral del Salvador. Ver Planta

| Zona          | Tramo | Marcas | Tipos |
| ------------- | ----- | ------ | ----- |
| Ábside        | ext.  | 11     | 10    |
|               | int.  | 2      | 2     |
| Deambulatorio |       | 21     | 15    |
| Crucero       | sur   | 1      | 1     |
| Fachada Sur   | 3     | 15     | 4     |
|               | 4     | 2      | 2     |
| Fachada Norte | 4     | 2      | 2     |

### Modificaciones
El edificio que se contempla ahora como concatedral de Santo Domingo de la Calzada es, realmente, una amalgama de diferentes estilos que van desde el románico de su cabecera hasta el barroco de su genuino campanario exento, pasando por su cuerpo de naves, que se puede clasificar como plenamente gótico. A todo esto hay que añadir las diferentes reformas y ampliaciones que sufrió durante la Edad Moderna como consecuencia restauraciones, derrumbes o, simplemente, por los cambios que cada obispo iba haciendo para adecuar la sede a los gustos y modas propias de cada momento histórico.
Se realizaron diversas modificaciones a la planta original, añadiéndose:
- en los siglos XIII y XIV: las naves, defensas y pórtico de la fachada oeste;
- en los siglos XV y XVI: las capillas del ábside, de la Inmaculada y las dos en los tramos 2 y 3 de la fachada sur;
- en el siglo XVII el baptisterio del tramo de los pies;
- en el siglo XVIII, la portada sur;
- la torre, original del siglo XII, se reconstruyó en los siglos XV y XVIII; esta última en la ubicación actual.

## El exterior
No quedan restos de la primitiva iglesia que se construyó en tiempos de Santo Domingo; de hecho, tan sólo medio siglo después de su consagración y bajo la dirección del Maestro Garçión, se iniciaron las obras de un edificio mucho más ambicioso que, finalmente, fue muy simplificado, aunque su finalización no se produjo hasta entrado el siglo XIV. se debe observar, como único vestigio del primer proyecto del ábside románico, con unos bellos canecillos. También cabe destacar externamente sus ventanas vidriadas, la torre de estilo barroco y sus dos portadas. 

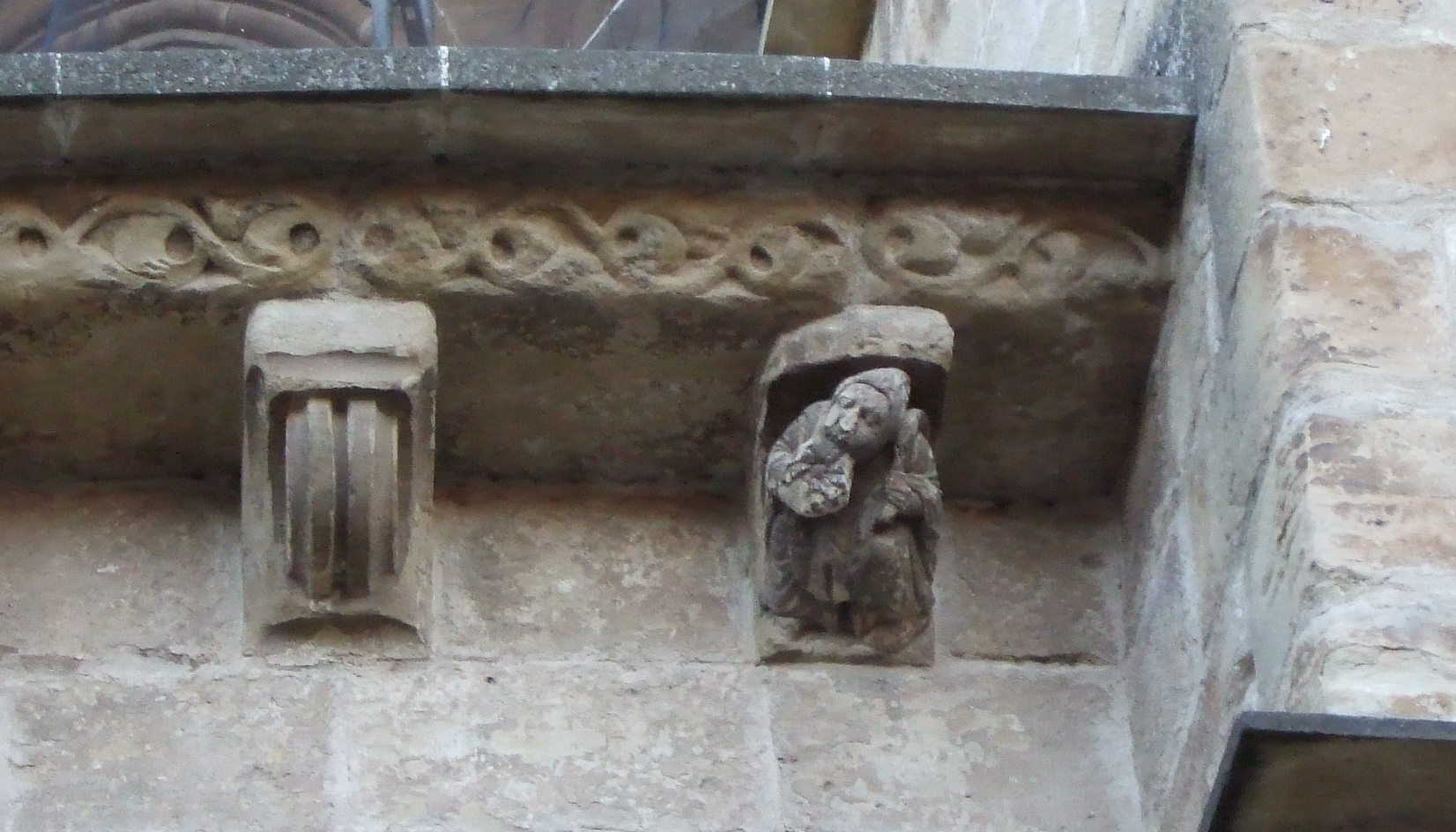
canecillos
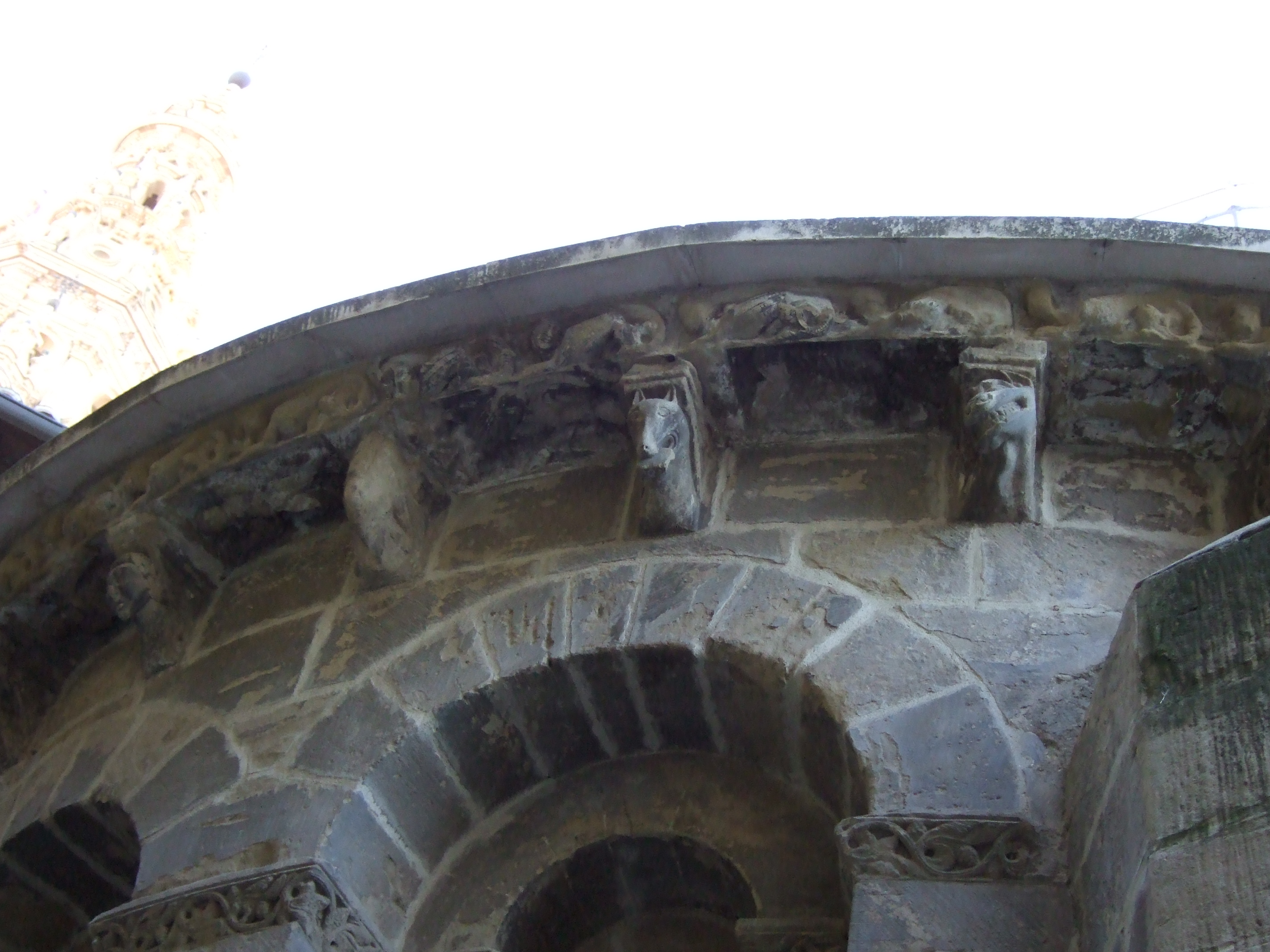
canecillos
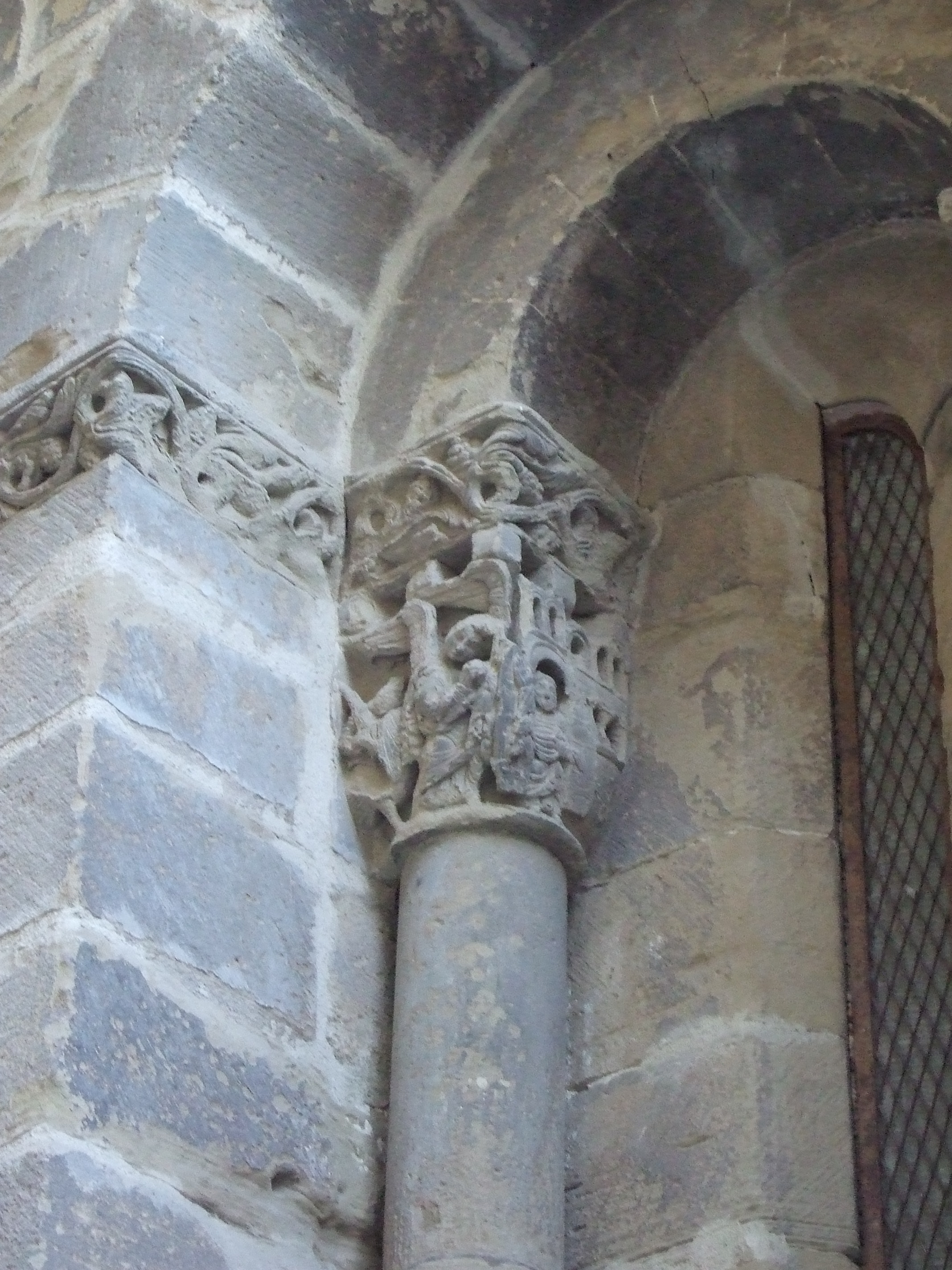
detalle ventana
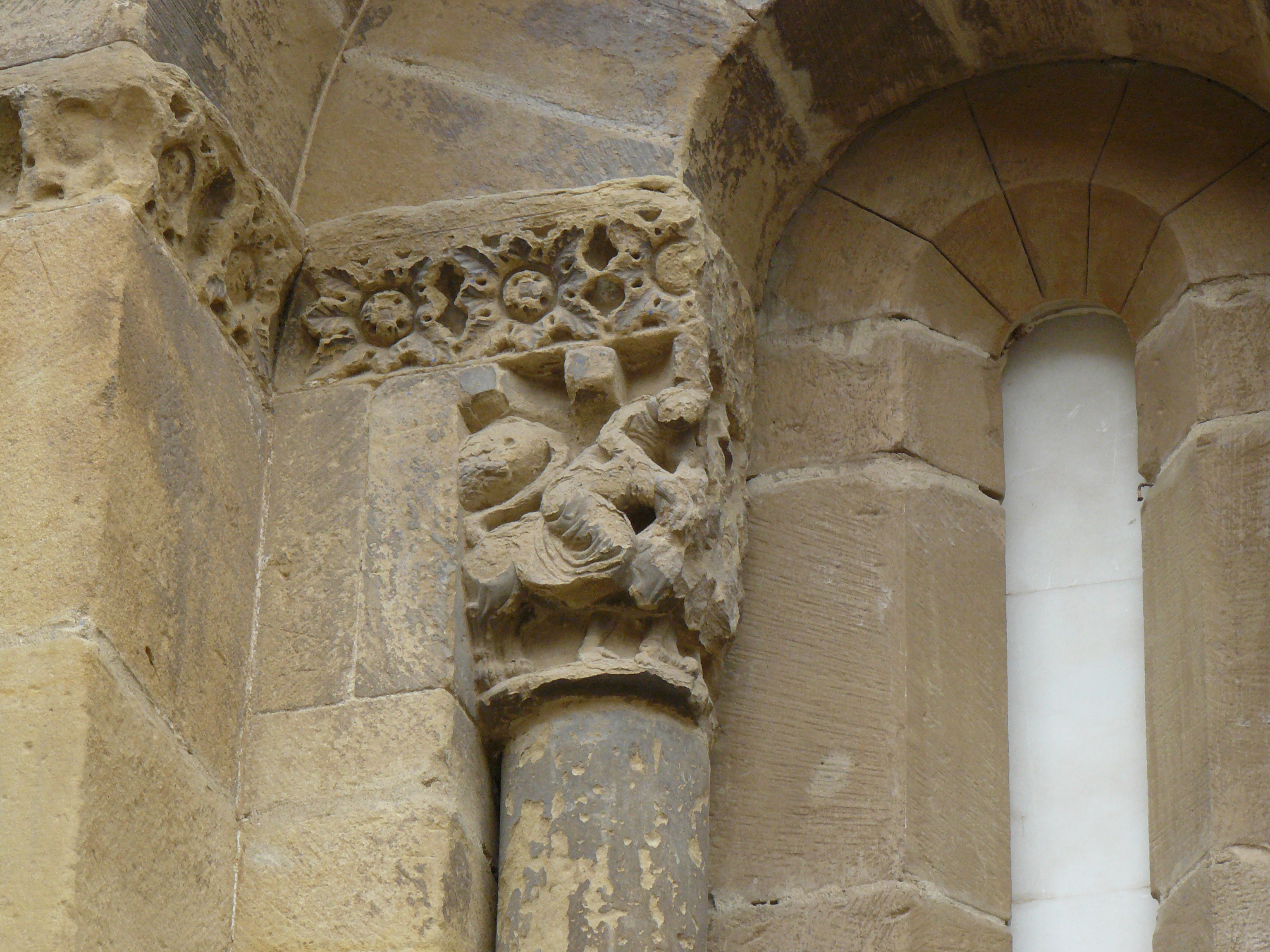
detalle decoración externa
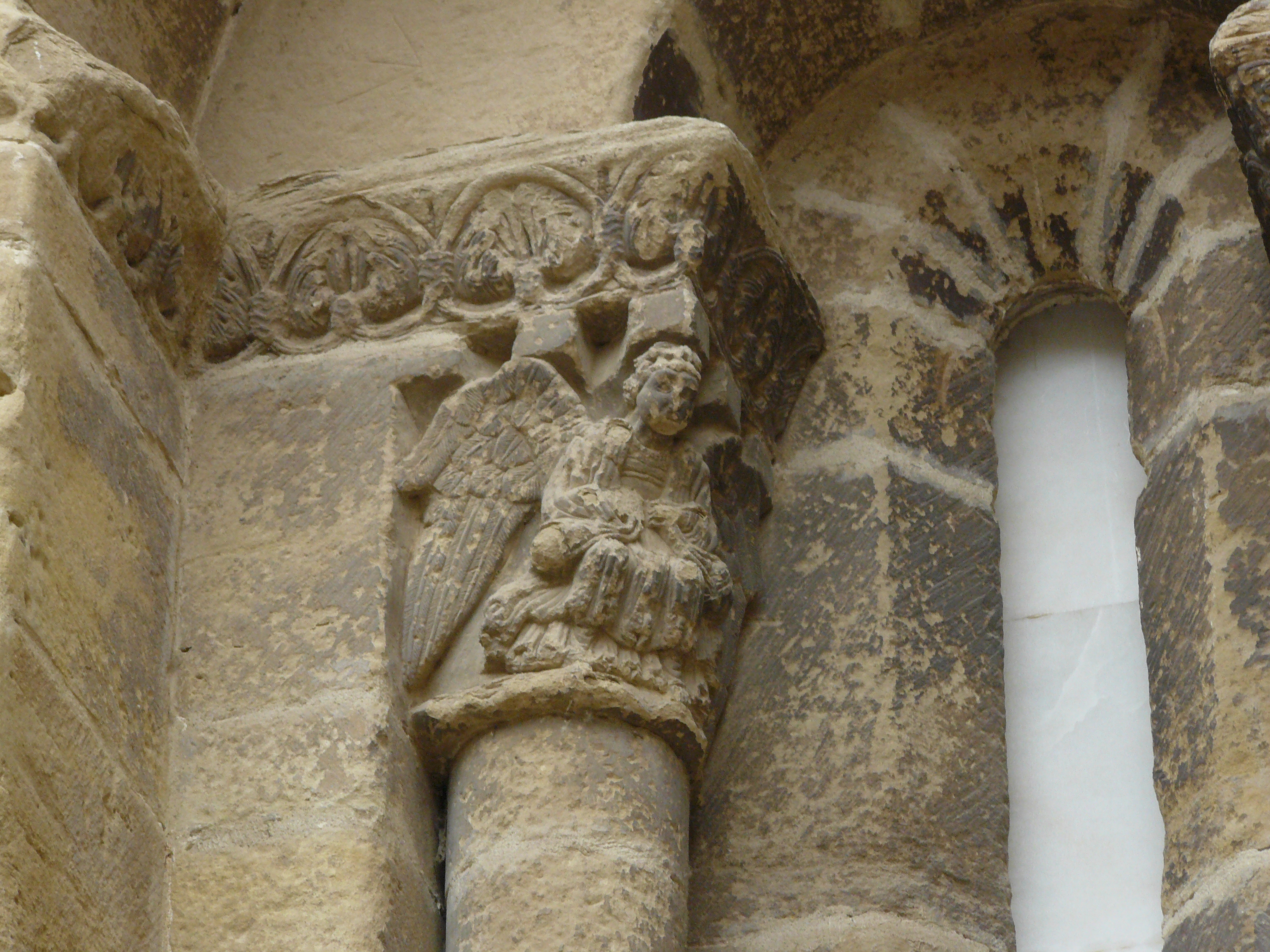
detalle decoración externa

### Portada sur
La portada sur o de Santo Domingo, con un gran arco de medio punto, que protege unas hornacinas con las estatuas de los patronos de la diócesis, Santo Domingo, San Celedonio y San Emeterio) y unos óculos circulares, fue construida entre 1761 y 1765.

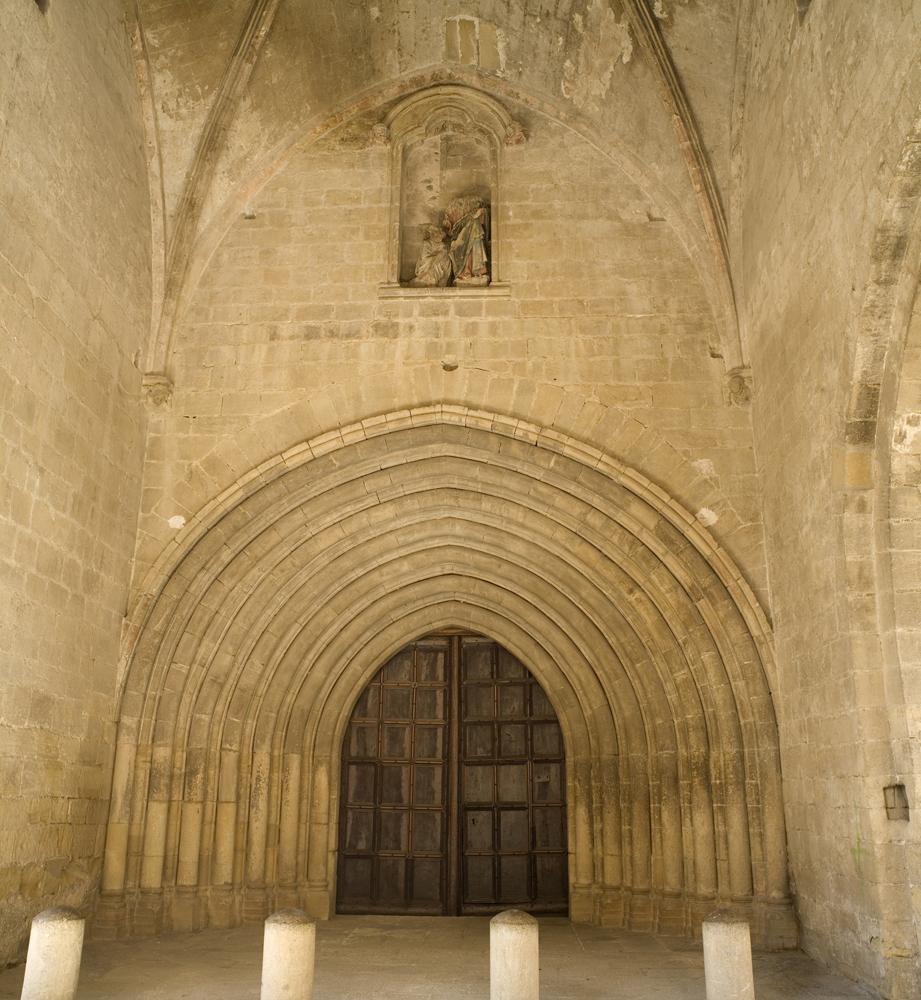
Portada occidental
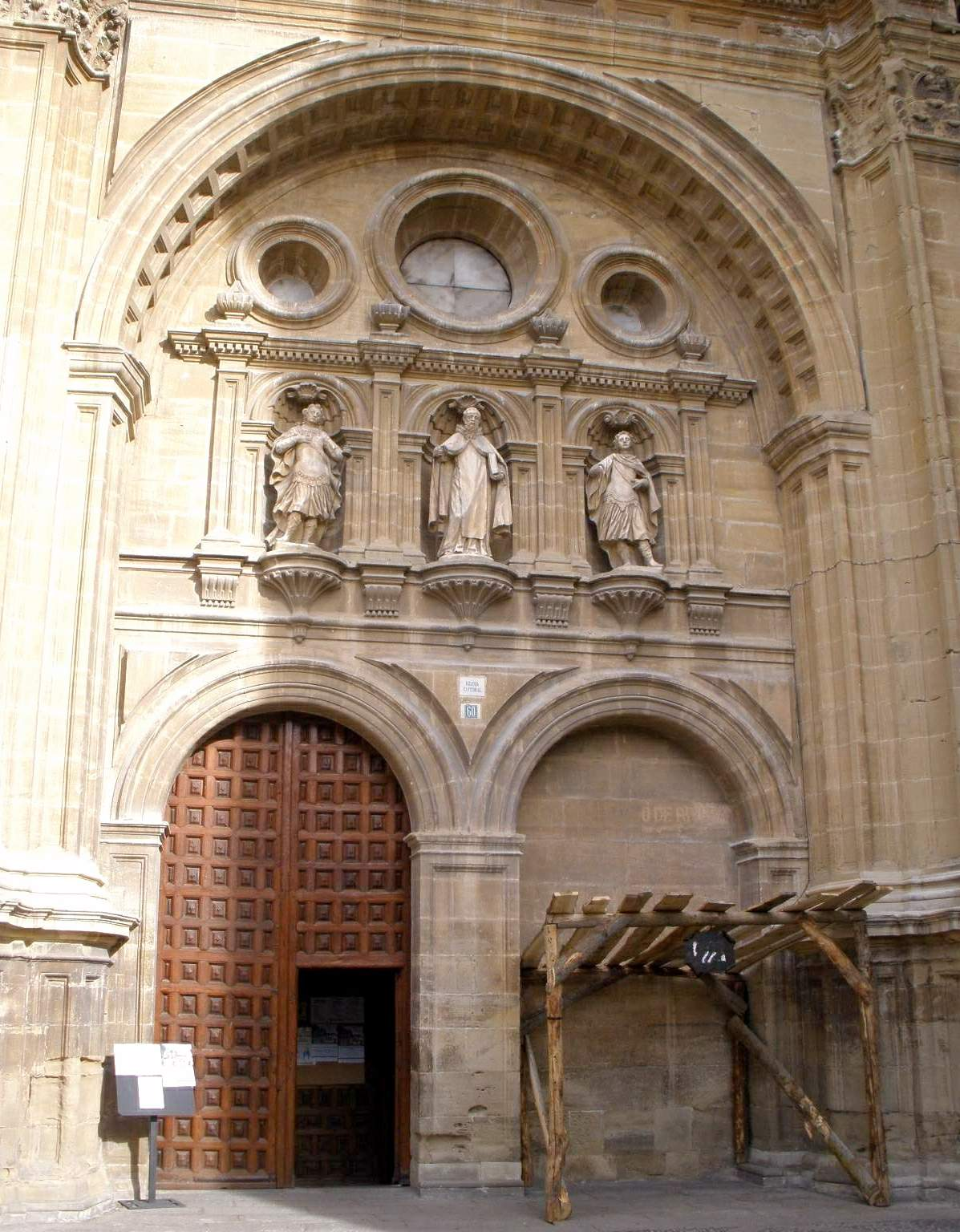
Portada sur
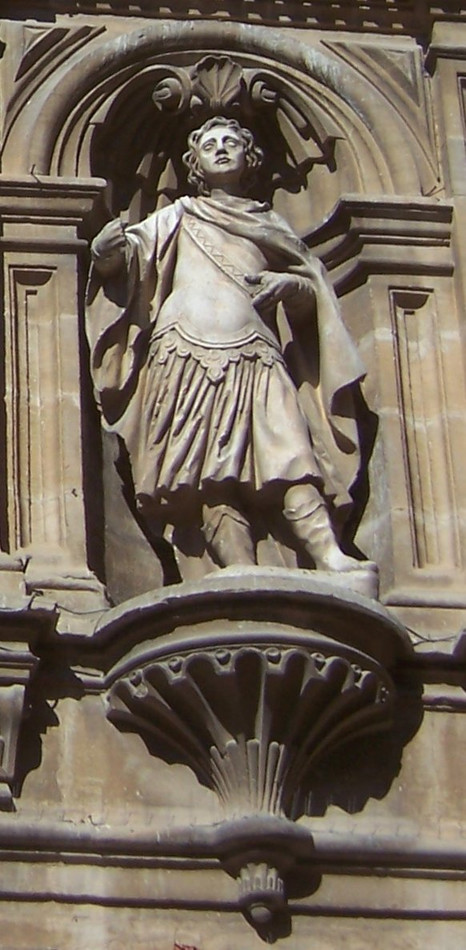
Detalle escultura de San Celedón, portada sur
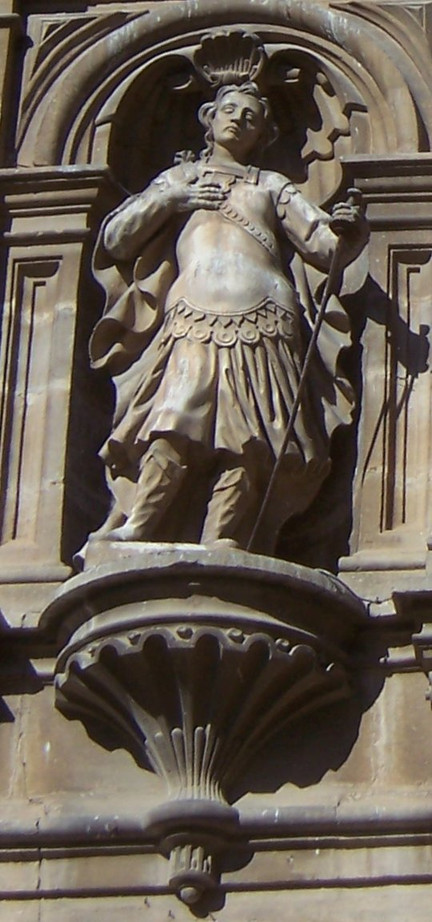
Detalle escultura de San Emeterio, portada sur
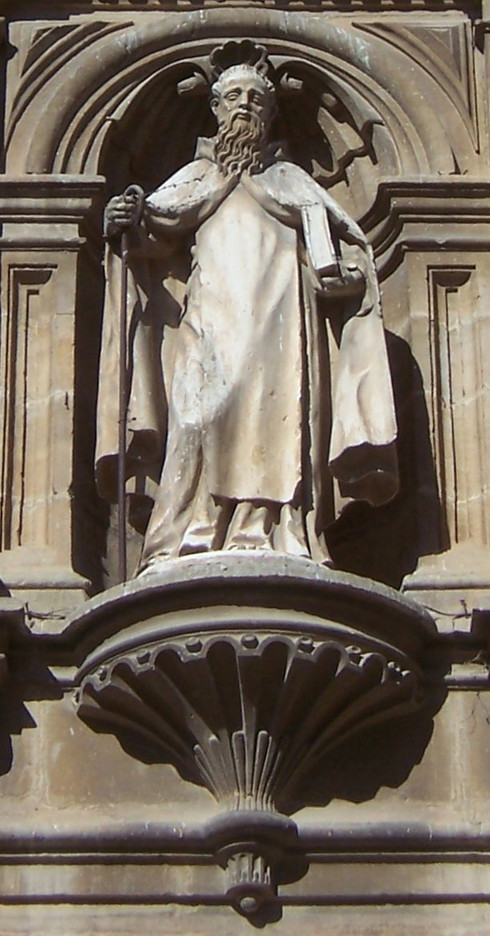
Detalle escultura de Domingo García, Santo Domingo de la Calzada
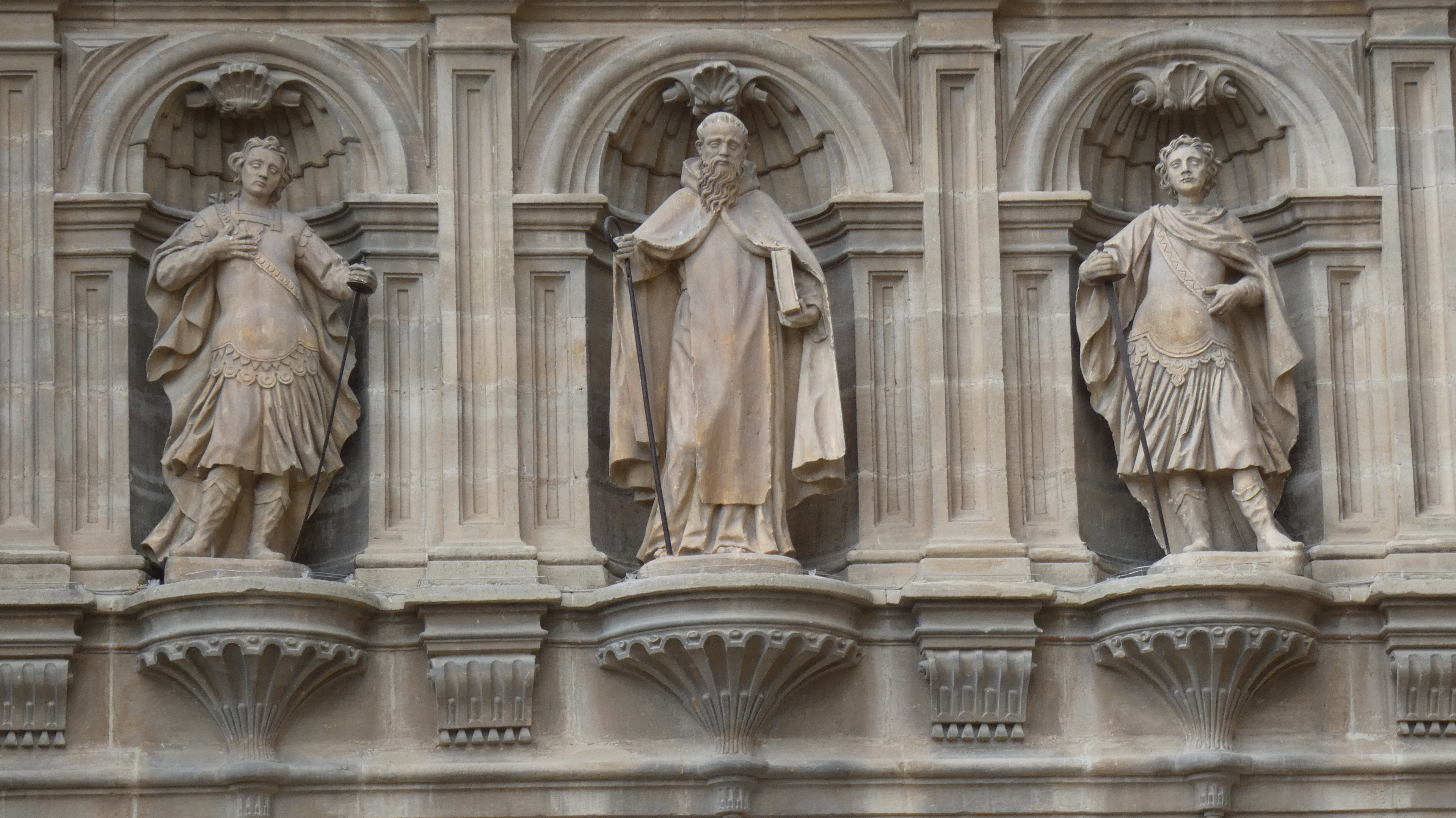
Detalle de las tres esculturas juntas

### Portada occidental
Es una portada transición románico - gótica, de finales del siglo XIII, compuesta por siete arquivoltas lisas que no presentan capitel y que se proyectan casi a ras del suelo, directamente sobre las bases. Más tarde, sobre la puerta se construyó una hornacina para colocar en su interior un grupo escultórico, que actualmente está muy deteriorado, que representa a Cristo entregando las llaves a San Pedro.

### Ábside
El proyecto original presentaba tres ábsides separados por lienzos intermedios de la girola. Finalmente solo se hizo el ábside central, en el que se pueden observar dos contrafuertes exteriores que están en consonancia con los otros que segmentan exteriormente la girola. De esta manera se tiene una sensación de pesadez, lo que hizo que se primara los excesos garantizados por la estabilidad de la fábrica.

### Torre
La catedral tuvo, a lo largo de su historia, tres torres. La primitiva románica se destruyó en un incendio en 1450. La segunda, gótica, tuvo que desmontarse al amenazar ruina. La tercera, barroca, es la que actualmente existe.

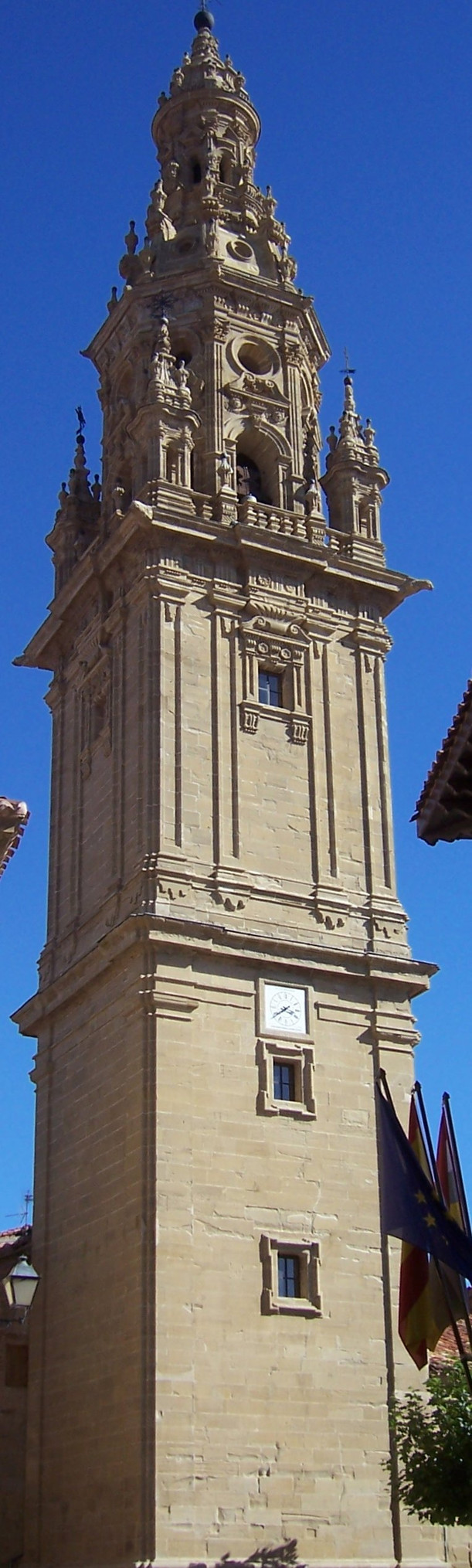
Vista general
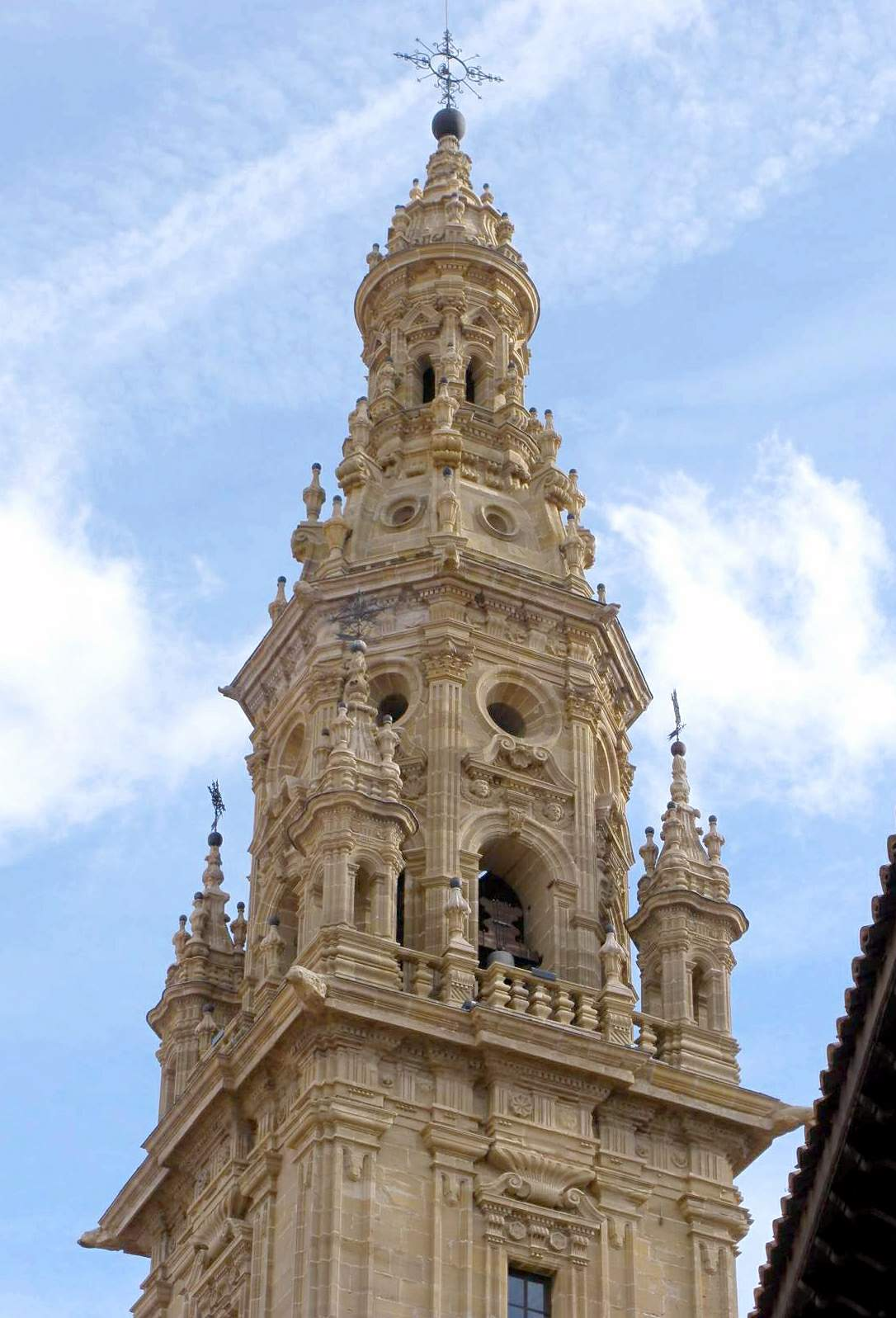
Detalle del campanario
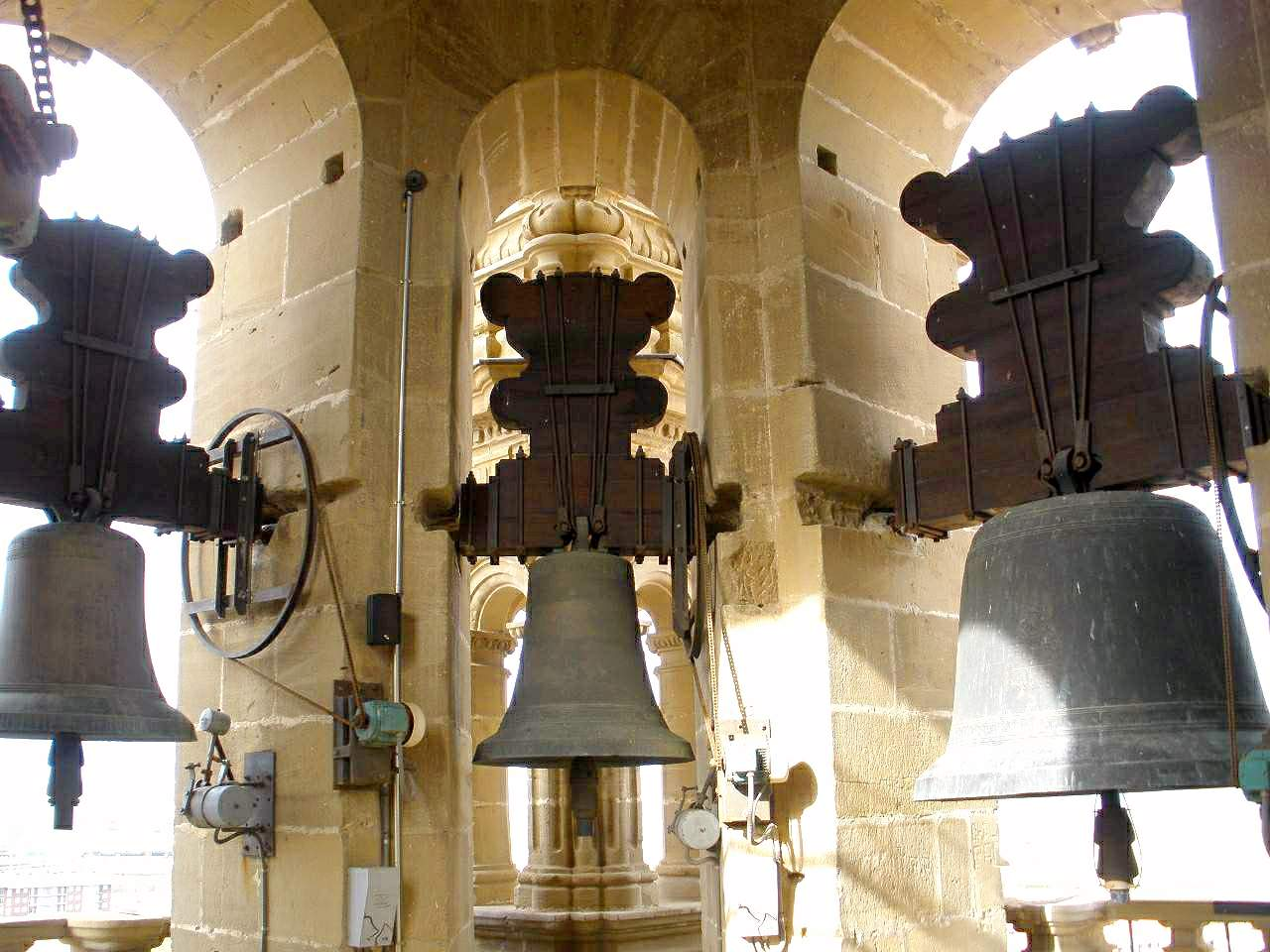
Campanas
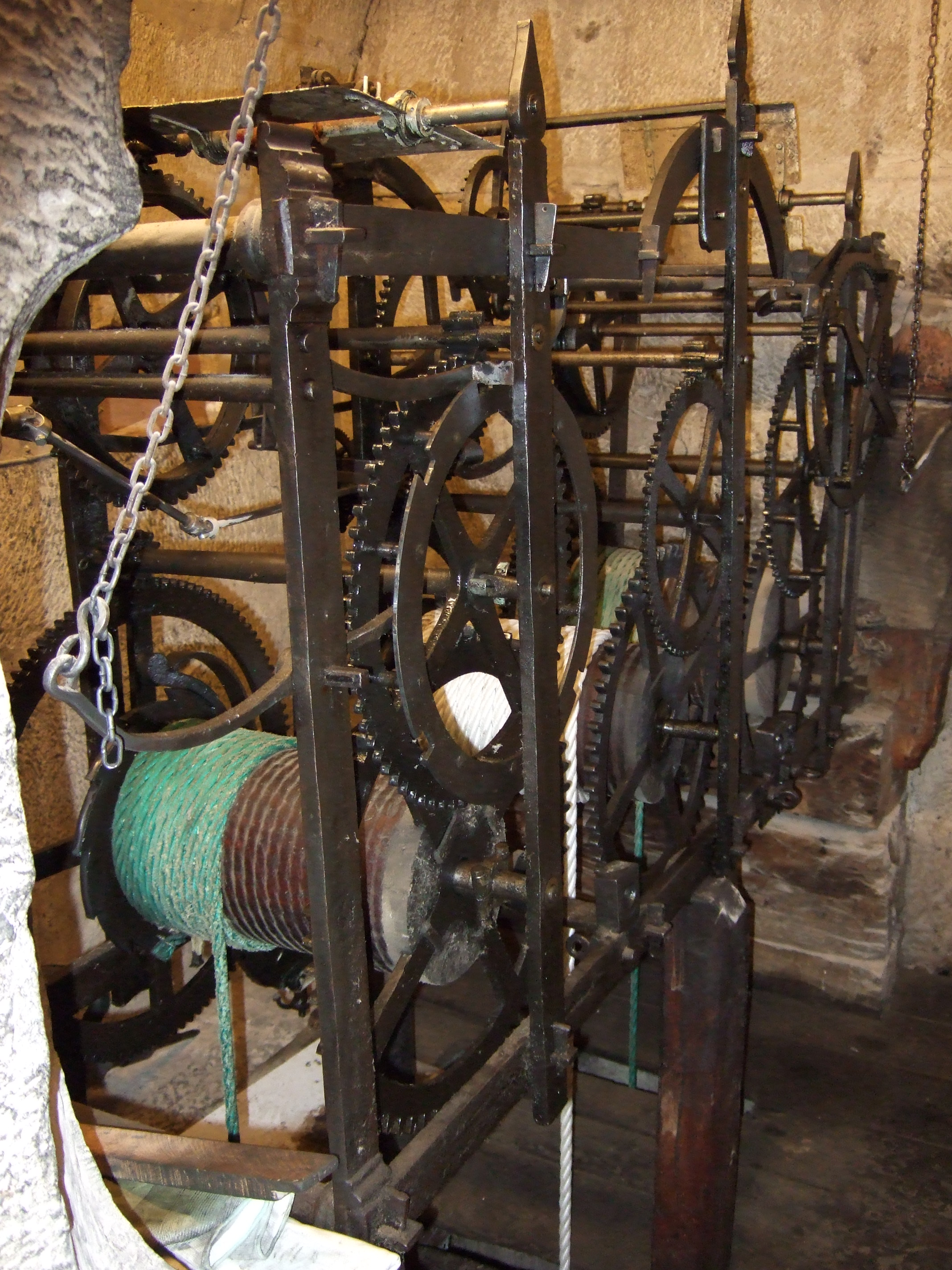
Mecanismos del reloj
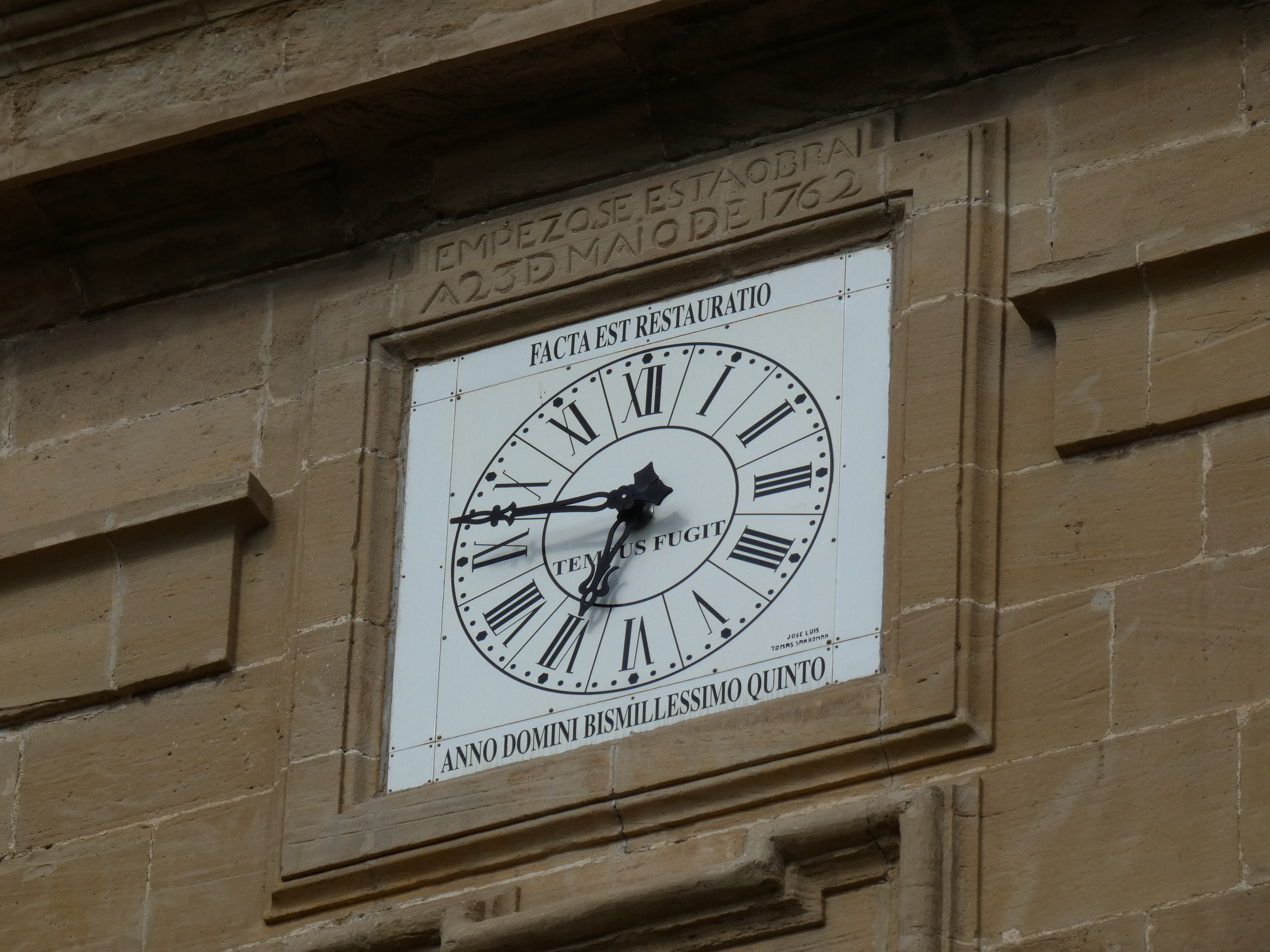
Reloj

Es unos de los pocos ejemplos en España, de torre exenta (torre separada del cuerpo principal de la catedral), es obra del arquitecto Martín de Beratúa bajo el patrocinio del obispo Andrés Porras y Temas en 1762. Es de estilo barroco con un campanario del denominado arquitectónicamente como estilo riojano y, con sus 70 metros de altura y una base de 9 metros, es la torre más alta de La Rioja.
Cuentan las leyendas del lugar, que el motivo de la separación de la torre del cuerpo de la catedral se debe a que se encontraron terrenos arenosos que impedían hacer cimientos firmes. Al final se contó con una excelente ubicación, la actual, en la que para asegurar los cimientos se añadieron cuernos de ciervos y vacas del lugar.

## El interior

### La nave

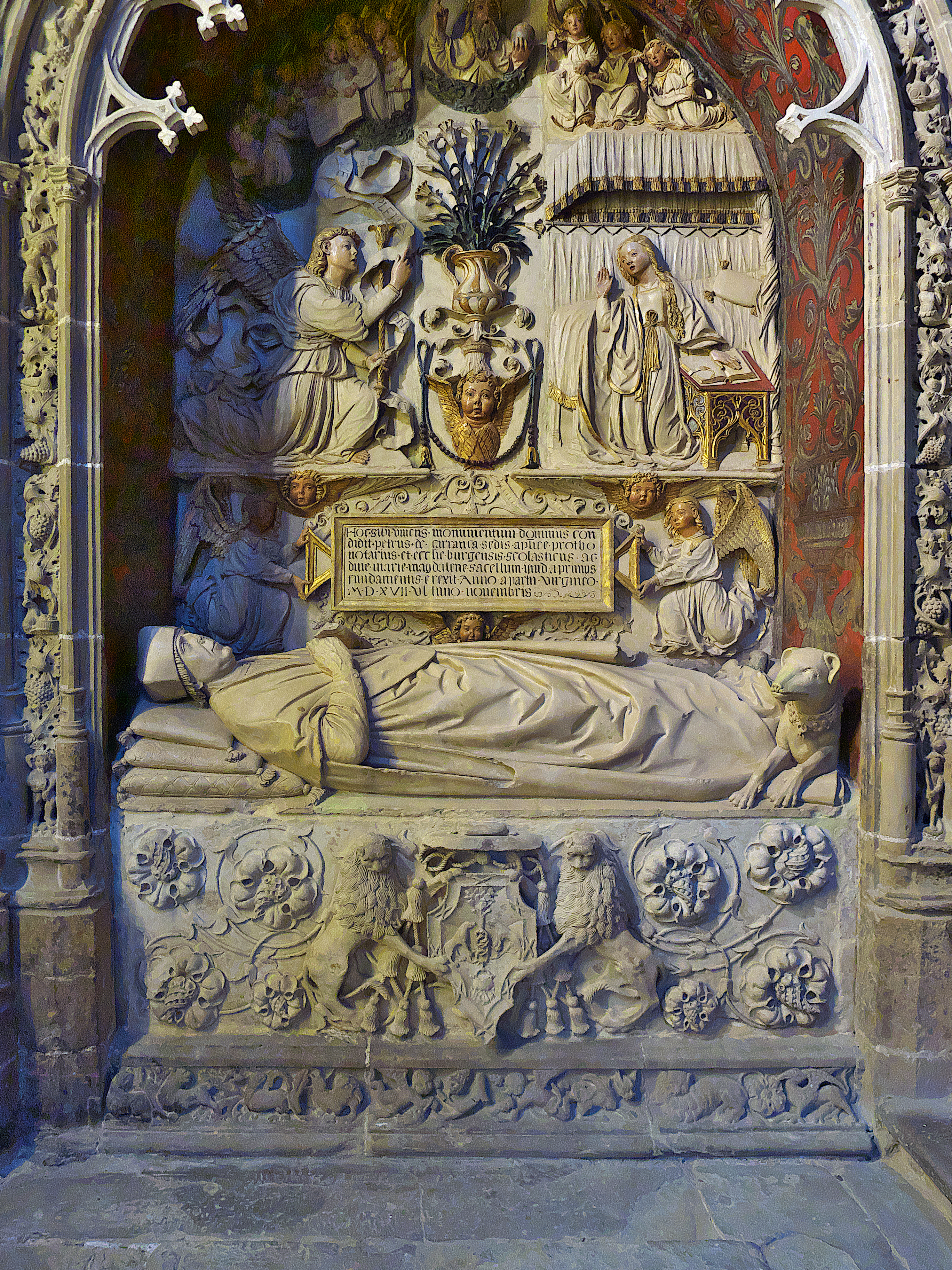
Sepulcro de Pedro de Carranza

El templo presenta tres naves, una central y dos laterales, que se comunican por detrás del altar, en la cabecera de la planta, dan lugar a una girola. En la nave lateral añaden más tarde, entre el siglo XV y XVI dos capillas laterales (Capilla de Hermosilla, donde se encuentra la conocida "Tabla de los Milagros", y la Capilla de San Juan Bautista o de Santa Teresa); así como otra capilla (fechada el siglo XVII) que hará de baptisterio, el ubicarse en ella la pila bautismal.
Como la planta es de cruz latina existe crucero y en el altar mayor se dispone en el lateral izquierdo del crucero, al igual que el retablo obra de Damián Forment, mirando a la puerta sur de la concatedral y junto al crucero donde se instala el acceso a la cripta del Santo y el gallinero.
El espacio está además dividido en crujías y la girola. Las diversas naves y capillas se cubren con bóvedas de crucería.

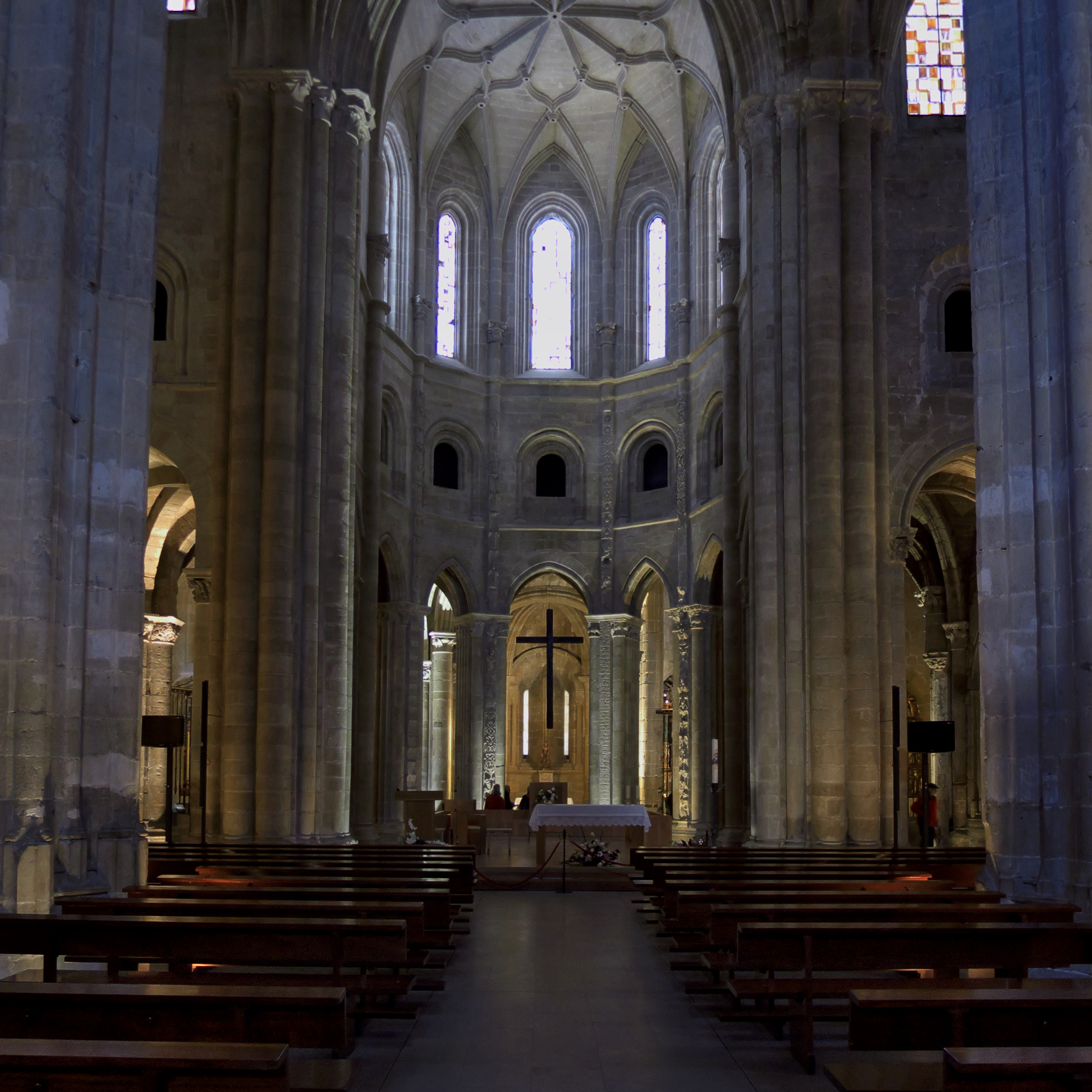
Nave central
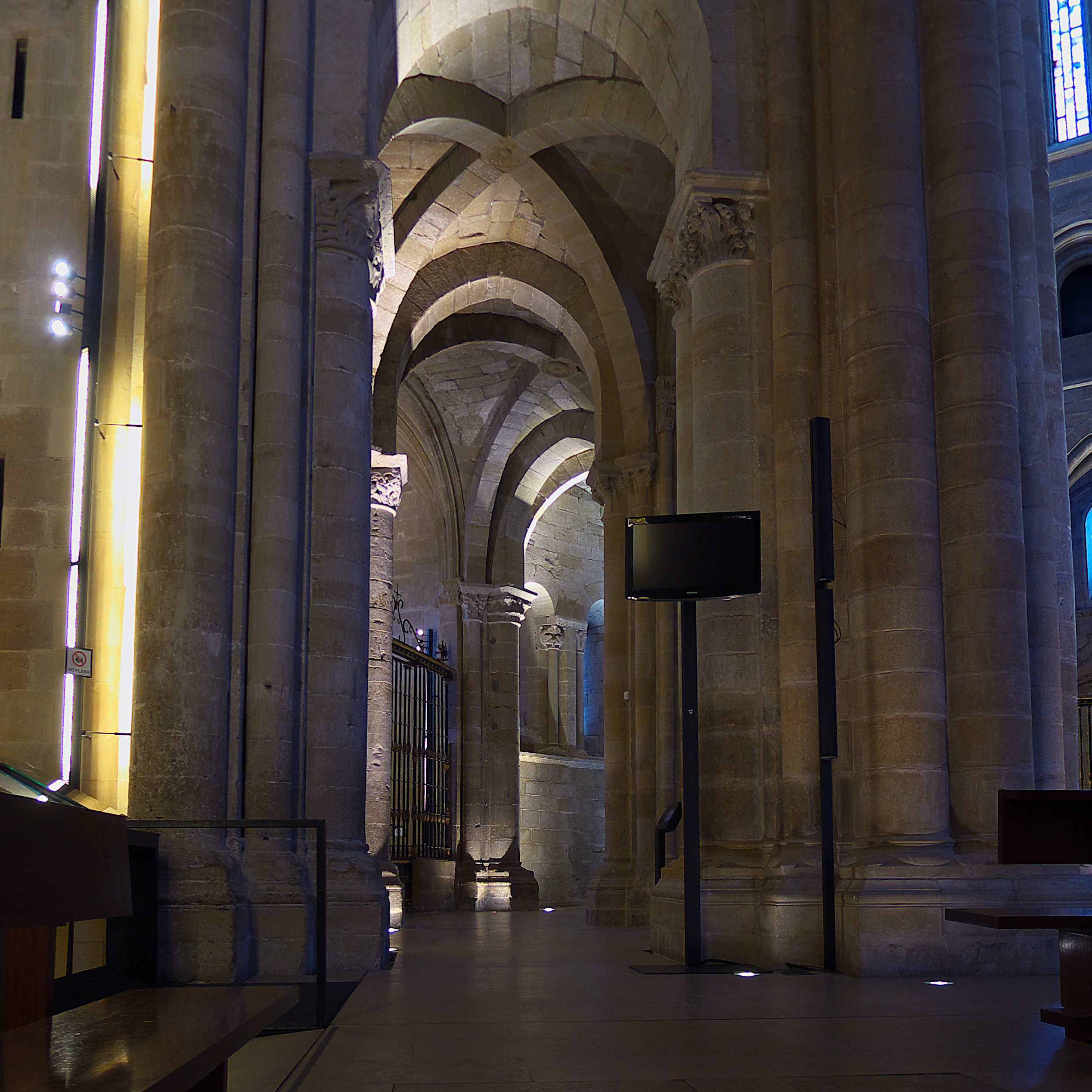
Girola
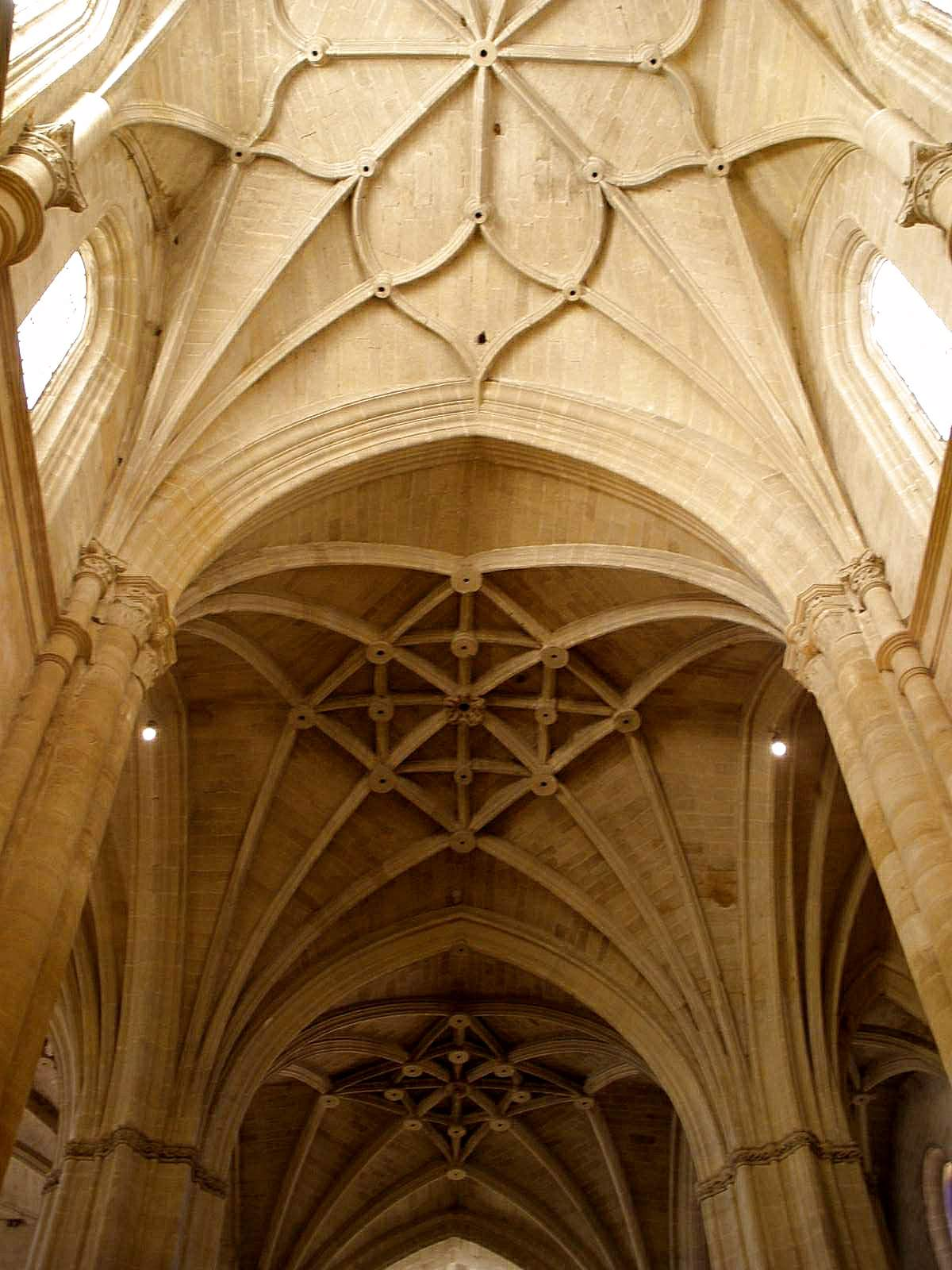
Vuelta de las naves
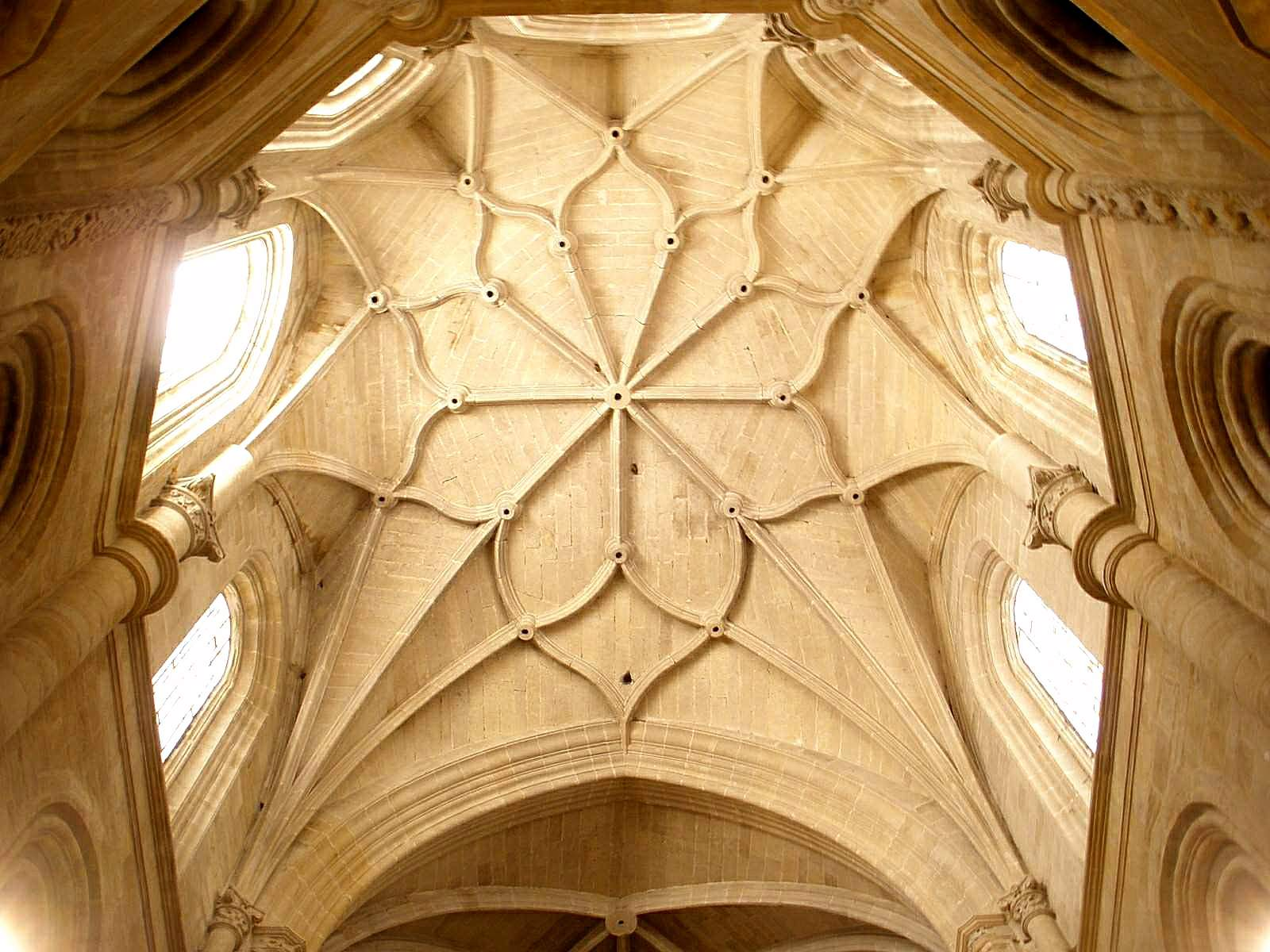
Bóveda del crucero
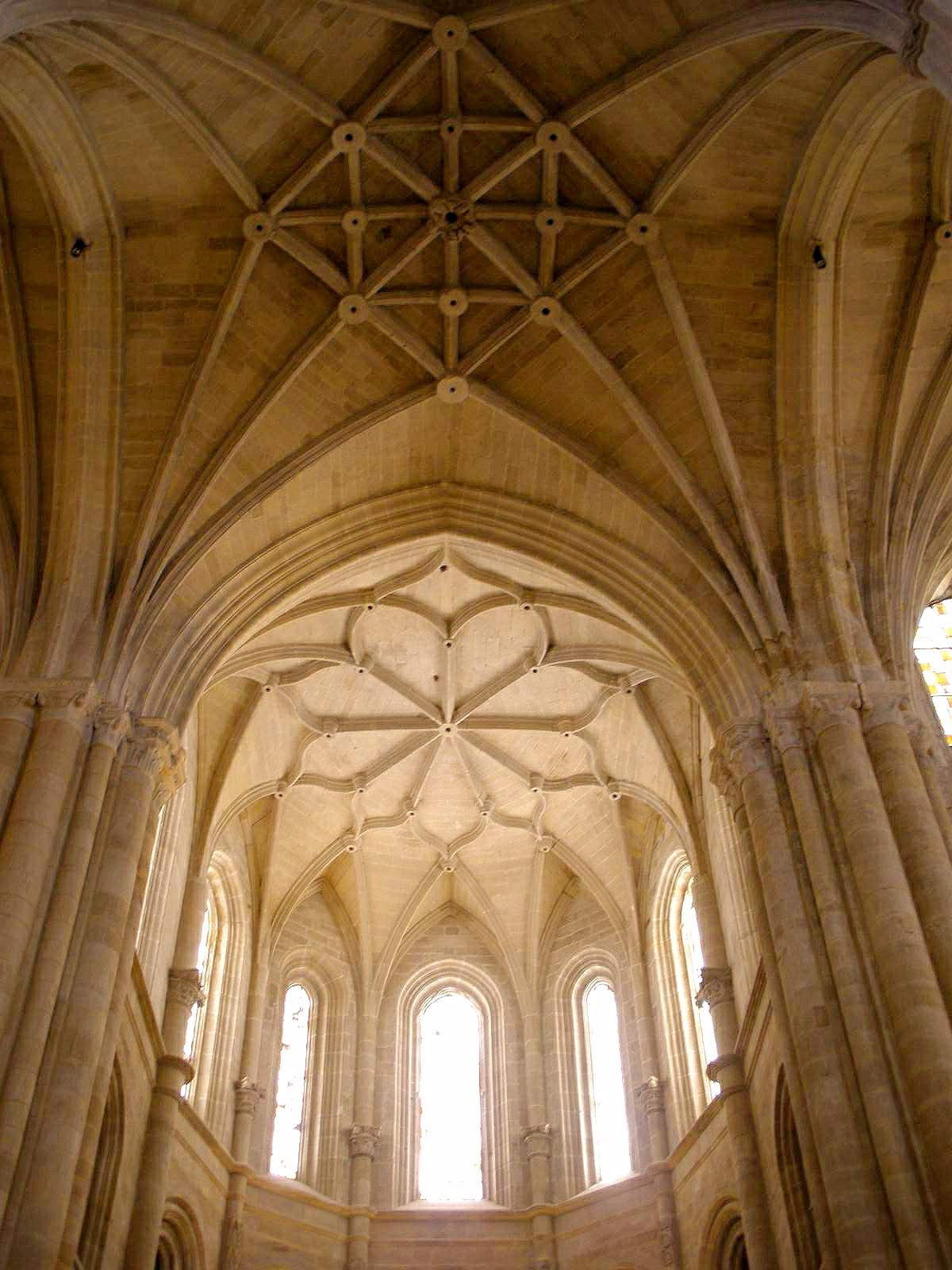
Vuelta cabecera

### El retablo

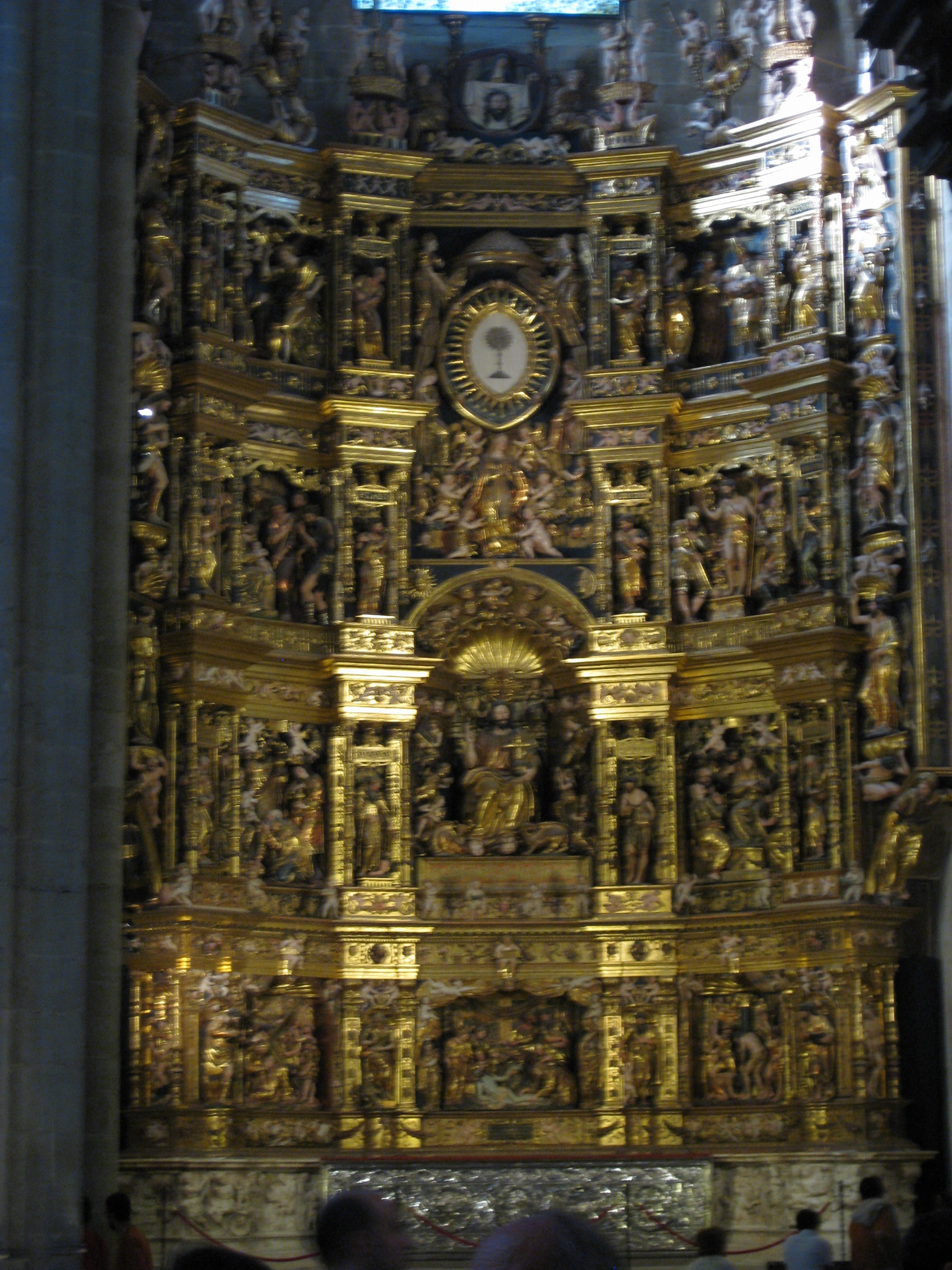
Retablo mayor

El escultor del renacimiento, Damián Forment, dejó en la catedral una de sus más grandiosas obras, la del retablo mayor, actualmente en el crucero norte de la Catedral. En la parte inferior, anomanada zócalo, se encuentran las únicas trazas de alabastro, pero gran parte de su obra lo realizó en alabastro (retablo del Pilar de Zaragoza, retablo del Monasterio de Poblet). De nueve metros de ancho y trece de alto, aunque murió en 1540, dejó prácticamente terminada la obra. La policromía es obra de Andrés de Melgar. Destaca la presencia de temas mitológicos: tritones, sátiros, nereidas y centauros.
En 1994, el retablo fue desmontado para proceder a su restauración. Con ello se descubrieron aspectos desconocidos de la girola medieval, como los relieves románicos que habían permanecido ocultos hasta entonces tras el retablo renacentista. Ante el descubrimiento se planteó el dilema entre documentar el hallazgo con dibujos, fotografías, vaciados, y volver a cubrirlo después, o bien instalar el retablo, ya restaurado, en otro emplazamiento. También era posible una solución imaginativa, dejando entre el retablo y la girola un pequeño espacio que permitiese, en grupos reducidos, visitar lo descubierto. Así está desde el siglo XV la cabecera de la catedral de Zaragoza, con un retablo gótico de alabastro y, separado de él, el antiguo ábside románico; otro paralelo a esta posibilidad se encuentra en el pueblo segoviano de Turégano, donde se descubrieron unas esculturas medievales de alta calidad en el ábside románico de la iglesia, tapadas por el retablo barroco: la restauración planteó dejar el retablo algo retranqueado respecto de su posición original, de modo que puedan contemplarse las estatuas románicas sin perder ni el retablo barroco ni la orientación litúrgica por él señalada. En Santo Domingo de la Calzada, finalmente, el restaurado retablo mayor fue colocado en el brazo norte del crucero. Para ello, hubo que destruir o trasladar varios elementos que estorbaban para ubicar en el crucero la obra renacentista, y elaborar de nuevo cuño una vidriera que corona el retablo en su nuevo emplazamiento. Uno de los elementos destruidos fue una balconada de piedra que recorría por dentro el extremo del crucero, la cual formaba parte del sistema de circulación por las zonas altas de la catedral desde época gótica.
Tras la reforma del suelo de la Catedral en 2009 se instala junto al retablo una pantalla táctil interactiva que permite al visitante ver con detalle cualquier elemento del mismo gracias a una fotografía de gran definición. También se instala un sistema de proyección audiovisual sobre el propio retablo que muestra la historia de su construcción narrada por el propio Damián Forment.

### El gallinero

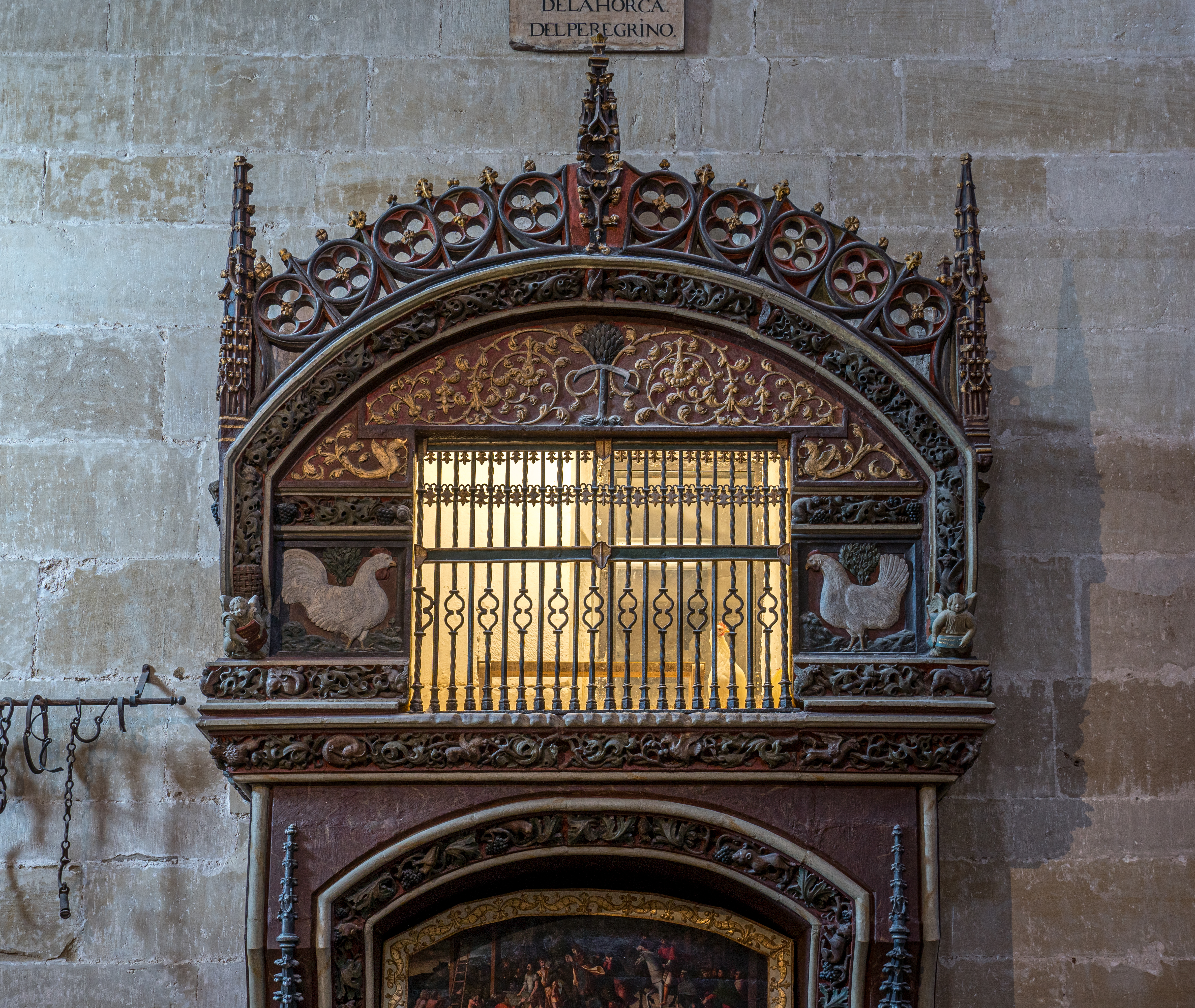
El gallinero

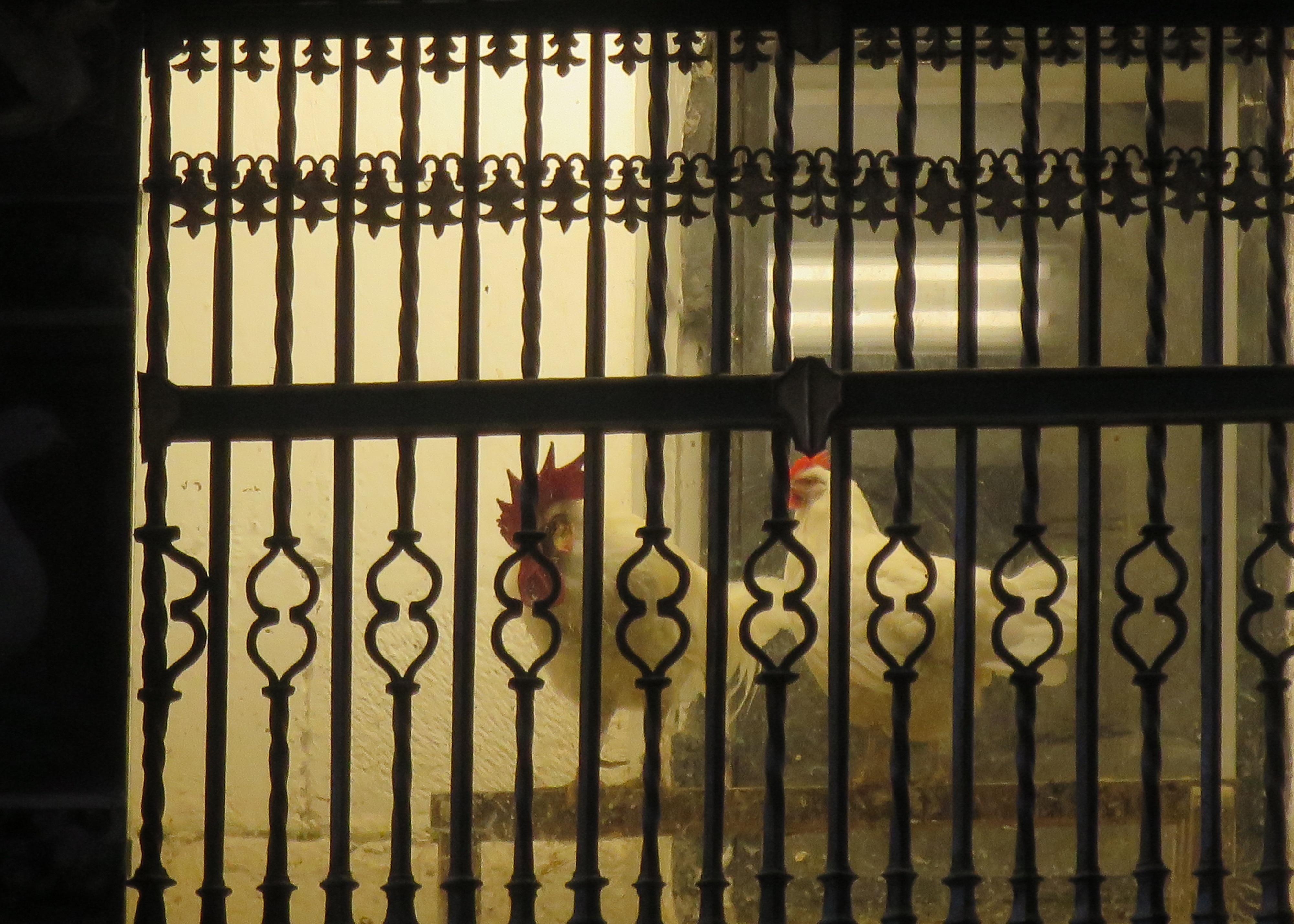
Gallinas de la catedral

Construido hacia 1460, es una obra gótica en piedra policromada que alberga una pareja peculiar: un gallo y una gallina blancos.
Se sitúa en el brazo derecho del transepto, en el lado de la Epístola (sur), enfrente de la tumba de Santo Domingo de la Calzada. Es el testimonio vivo y permanente de la ayuda que da el Santo a los peregrinos. Recuerda el célebre milagro que propagó el nombre de Santo Domingo de la Calzada por todos los caminos del peregrinaje mediante el famoso dicho: «Santo Domingo de la Calzada, donde cantó la gallina después de asada».
Existe un documento en el archivo de la catedral, fechado el 6 de octubre de 1350, que atestigua la existencia de las gallináceas. Es una bula del papa de Aviñón, Clemente VI en la que se establecen indulgencias para los fieles que ayudaran al culto de la catedral, que asistieran a los oficios divinos o que «mirasen al gallo y a la gallina que hay en la iglesia».
Las dos aves son reemplazadas mensualmente, tarea que llevan a cabo los voluntarios de la cofradía de Santo Domingo.

### El coro
El coro se instaló al principio en alto, una disposición más propia de monasterios que de catedrales, con la excepción del ejemplo primitivo de esta disposición en la catedral de Jaca. La situación alta del coro debía de resultar incómoda para llevar a cabo la liturgia catedralicia, y muy pronto fue trasladado al suelo de la nave principal, lugar donde se mantiene en la actualidad.

## Claustro
El actual claustro es fruto de una reforma realizada en 1340 por el obispo Juan del Pino. De fábrica de piedra y ladrillo, está cubierto con bóvedas de crucería, ocho por cada crujía o galería. No acabaron aquí las modificaciones que sufrió el claustro, sino que entre los siglos XV y XVI se fueron añadiendo a sus muros y entre los vanos una serie de capillas que prácticamente cerraron el patio. Debido a su escaso valor artístico se eliminaron prácticamente todas cuando se realizó la restauración del mismo entre 1984 y 1987. En la galería oriental se abre la sala capitular, que fue construida bajo el mandato del obispo del Pino y reformada en el de Pedro González de Mendoza, en la segunda mitad del siglo XV. Es en ese momento cuando se cubre con un alfarje mudéjar decorado con motivos vegetales y las armas del patrocinador. La techumbre fue descubierta durante la restauración llevada a cabo en 1992, oculta por unas bovedillas de yeso y un cielo raso. Actualmente el claustro acoge la exposición de la Catedral.

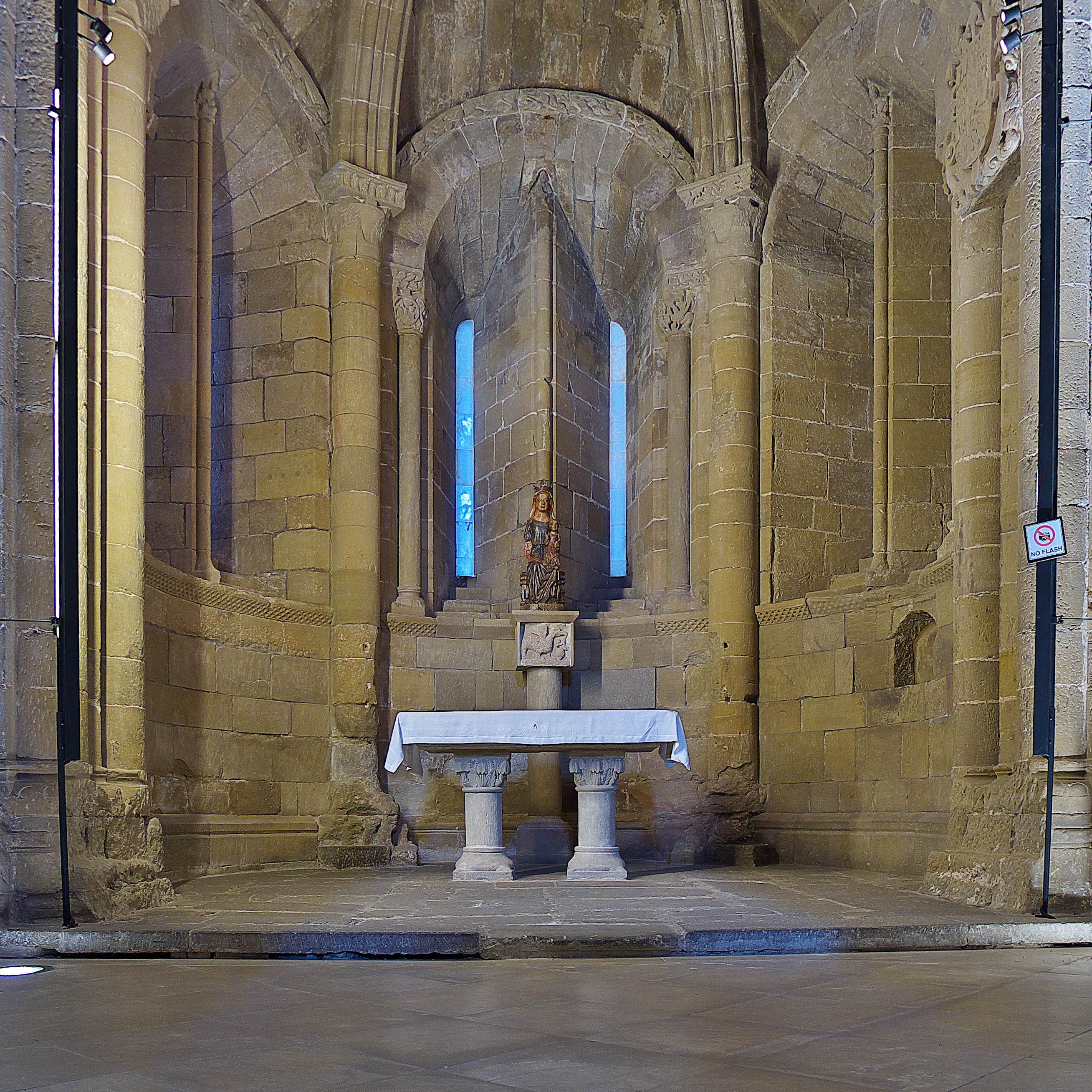
Ábside central
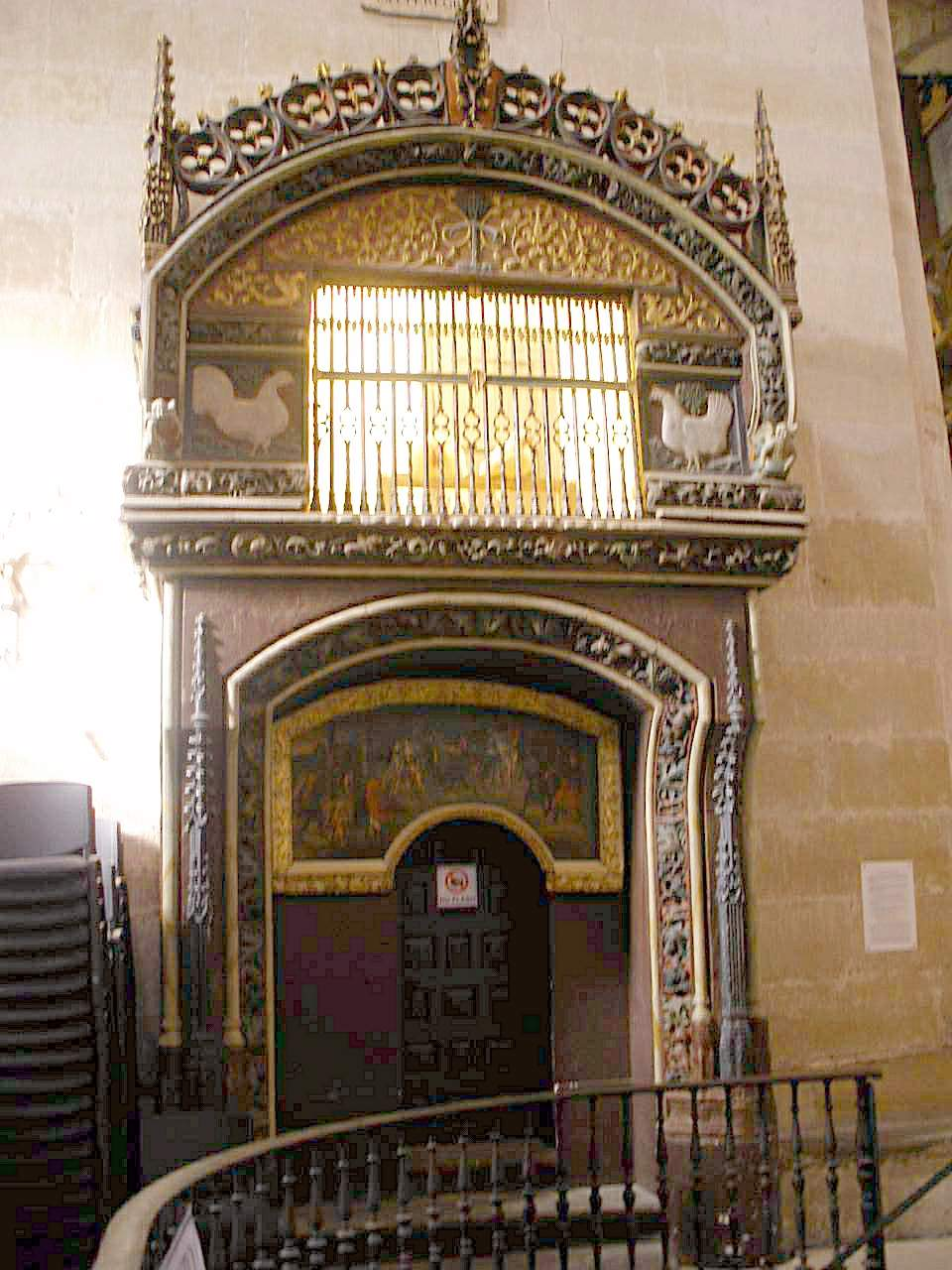
Gallinero y bajada a la cripta
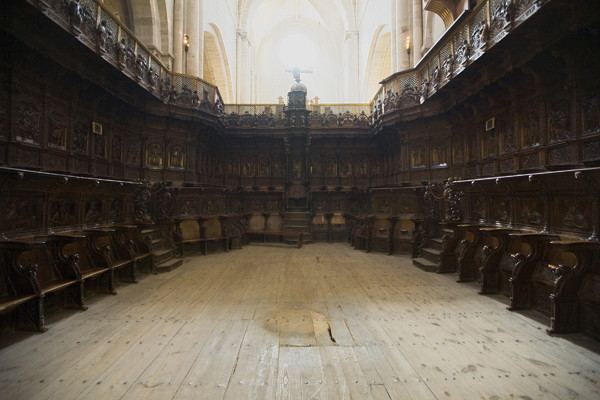
Corazón de madera

## La peregrinación a Compostela
La Catedral de Santo Domingo de la Calzada es una de la paradas obligatorias para todo aquel peregrino que viaja hacia Santiago de Compostela a través del Camino de Santiago Francés.